# Mario Francisco Dueñas Avaria
Mario Francisco Dueñas Avaria  (Linares, 25 de diciembre de 1917 - Santiago, 1 de noviembre de 1969) fue un agricultor y político del socialista chileno. Diputado por la Decimocuarta Agrupación Departamental "Linares, Loncomilla y Parral", Región del Maule, en dos periodos consecutivos entre 1961 y 1969. Alcalde subrogante de Linares en 1960 y regidor de la misma comuna entre 1958 y 1961. 

## Biografía
Realizó sus estudios primarios y secundarios en el Liceo de Linares. Entre 1946 y 1957, trabajó como agente viajero del Laboratorio Chile y desarrolló actividades agrícolas explotando el fundo "La Flor" en Linares.
Inició sus actividades políticas al integrarse al Partido Socialista de Chile en 1945. En la colectividad fue dirigente seccional y regional. Entre 1958 y 1961 fue regidor por Linares hasta 1961. Paralelamente, cumplió como alcalde subrogante de la misma comuna en 1960. En 1961 fue elegido diputado por la Decimocuarta Agrupación Departamental, Linares, Loncomilla y Parral, período 1961-1965. Integró la Comisión Permanente de Agricultura y Colonización; y la Comisión Especial de Acusación Constitucional. En 1965 fue reelecto diputado por la Decimocuarta Agrupación Departamental, 1965-1969. Integró la Comisión Permanente de Defensa Nacional; la de Economía y Comercio; y la Comisión Especial Vinícola (1965).
Falleció en Santiago, el 10 de noviembre de 1969.